# Académie équestre de Naples
L'académie équestre de Naples est la première académie de dressage classique, fondée par Federico Grisone en 1532, elle devient le principal foyer de diffusion de l'art équestre à la Renaissance. Gianbatista Pignatelli la dirige un temps